# Marek Cecyliusz Metellus (konsul 115 p.n.e.)
Marcus Caecilius Metellus (ur. przed 158 p.n.e., zm. po 111 p.n.e.) – członek wpływowego plebejskiego rodu rzymskiego Cecyliuszy, trzeci syn Kwintusa Cecyliusza Metellusa Macedońskiego, konsula w 143 p.n.e. Jego trzej bracia też byli konsulami: Kwintus Cecyliusz Metellus Balearyjski w 123 p.n.e., Lucjusz Cecyliusz Metellus Diadematus w 117 p.n.e. i Gajusz Cecyliusz Metellus Kaprariusz w 113 p.n.e. Około roku 127 p.n.e. zarządzał (monetalis) emisją monet. Na rewersie wybitej przez niego monecie widnieje napis M.METELLUS.Q.F wokół tarczy macedońskiej (dla upamiętnienia zwycięstwa jego ojca Kwintusa Cecyliusza Metellusa Macedońskiego nad Andriskosem) ozdobionej głową słonia (na cześć zwycięstwa jego przodka Lucjusza Cecyliusza Metellusa Dentera nad Kartagińczykami). W roku 115 p.n.e., roku śmierci swojego ojca, został konsulem z Markiem Emiliuszem Skaurem. W latach 114-111 p.n.e. był prokonsulem Sardynii, gdzie stłumił powstanie. W 111 p.n.e. odbył w tym samym dniu triumf razem z rodzonym bratem Gajuszem (Marek za Sardynię, Gajusz za Trację); sytuacja taka zdarzyła się raz w całej historii Rzymu. 